# CrowdStrike
CrowdStrike Holdings, Inc. — американська компанія з технологій кібербезпеки, що базується в місті Саннівейл, штат Каліфорнія. Вона забезпечує захист кінцевих точок, розвідку загроз та послуги реагування на кібератаки. Компанія брала участь у розслідуванні кількох гучних кібератак, включаючи кібернапад на Sony Pictures 2014 року, кібератаки 2015–16 на Демократичний національний комітет (DNC) та витік електронної пошти 2016 року з DNC.

## Історія
CrowdStrike був заснований Джорджем Курцем (CEO), Дмитром Альперовичем (CTO) та Греггом Марстоном (CFO, у відставці) у 2011 р. У 2012 р. Шон Генрі, колишній Федеральний Співробітник Бюро розслідувань (ФБР) був найнятий керівником дочірньої компанії CrowdStrike Services, Inc., яка зосереджувалась на активних послугах та реагуванні на аварії. У червні 2013 року компанія випустила свій перший продукт, «CrowdStrike Falcon», який надавав інформацію про загрози та приписував суб'єктам національних держав, які проводять економічне шпигунство та крадіжки ІВ.
У травні 2014 року звіти CrowdStrike допомогли Міністерству юстиції США обґрунтовано звинуватити п'ятьох китайських військових хакерів у економічному шпигунстві проти корпорацій США. CrowdStrike також розкрив діяльність Energetic Bear — групи, пов'язаної з Російською Федерацією, яка здійснювала розвідку та шпигунство на глобальному рівні, в першу чергу проти підприємств енергетичного сектора.
Після зламу Sony Pictures, CrowdStrike виявив докази, які свідчили про причетність до атаки уряду Північної Кореї, та продемонстрував, як була здійснена ця атака. У 2014 році CrowdStrike зіграв важливу роль в ідентифікації членів Putter Panda — групи хакерів, фінансованою китайською державою, яка також відома як Підрозділ 61486 НВАК.
У травні 2015 року компанія повідомила про VENOM, критичний недолік в гіпервізорі під назвою Quick Emulator (QEMU), що дозволило зловмисникам отримати доступ до конфіденційної особистої інформації. У жовтні 2015 року CrowdStrike оголосив, що ідентифікував китайських хакерів, що атакують технологічні та фармацевтичні компанії, приблизно в той час, коли президент США Барак Обама та лідер Китаю Сі Цзіньпін публічно погодились не проводити економічного шпигунства один проти одного. Заявлений злом демонстрував не виконання цієї угоди.
В 2017 році CrowdStrike опублікував дослідження, яке показало, що 66 відсотків атак, на які компанія відповіла того року, були без файлів або без шкідливого програмного забезпечення. Також компанія зібрала дані про середній час, необхідний для виявлення нападу, та відсоток атак, виявлених самими організаціями.
У лютому 2018 року CrowdStrike повідомила, що в листопаді та грудні 2017 року вона спостерігала за операцією збору достовірних даних у міжнародному спортивному секторі з можливими зв'язками з кібератакою на церемоніях відкриття зимових Олімпійських ігор у Пхьончхані. Того ж місяця компанія CrowdStrike опублікувала дослідження, яке показало, що 39 відсотків усіх атак, які спостерігала компанія, були вторгненнями без шкідливого програмного забезпечення. Компанія також назвала, на які галузі зловмисники найчастіше націлюються. Також в березні 2018 компанія випустила версію Falcon для мобільних пристроїв та запустила магазин CrowdStrike.
У січні 2019 року CrowdStrike опублікував дослідження, в якому повідомляється, що покупці Ryuk накопичили понад 3,7 мільйона доларів США в криптовалютних платежах з моменту її появи в серпні.
Згідно зі звітом CrowdStrike за 2018 рік про глобальну загрозу, російські кіберзлочинці є найшвидшими у світі. Компанія також стверджувала, що з 81 помічених в хакерстві держав, яких вона відстежувала у 2018 році, принаймні 28 вели активну діяльність протягом року, причому Китай відповідає за понад 25 відсотків складних атак.
У вересні 2020 року CrowdStrike придбала постачальника технологій Preempt Security за 96 мільйонів доларів.
19 липня 2024 року у всьому світі стався глобальний збій Windows через оновлення програмного забезпечення CrowdStrike, пов'язаного з датчиком Falcon, – повідомили в компанії CrowdStrike. Глобальний збій IT у світі торкнувся всіх продуктів Microsoft, що призвело до серйозних збоїв у роботі банків, бірж, комунальних підприємств, авіакомпаній, засобів масової інформації, телекомунікацій, стільникового зв'язку, Інтернету та багато чого іншого. Несправне оновлення програмного забезпечення, випущене CrowdStrike, спричинило збій не тільки 8,5 млн ПК на Windows, але й комп'ютерів на Linux. Відновлення після глобального технічного збою може зайняти тижні, – про це попередили експерти. За повідомленням Reuters, з посиланням на страхову компанію Parametrix, компанії зі списку Fortune 500, без Microsoft, в результаті збою зазнали фінансових втрат на $5,4 млрд. За даними страхової компанії Parametrix, загальні застраховані збитки для компаній, що не входять до списку Fortune 500, можуть скласти від $540 млн до $1,08 млрд. Сама компанія CrowdStrike також зазнала серйозних наслідків: її ринкова вартість впала на 22% з моменту збою, зменшившись з приблизно $83 мільярдів. Компанія неодноразово вибачалася за спричинені глобальні проблеми.

## Фінансування
У липні 2015 року Google інвестував у раунд фінансування компанії Series C, за яким послідували серії D та Series E, загалом зібравши 480 мільйонів доларів станом на травень 2019 року. У 2017 році компанія досягла оцінки понад 1 мільярд доларів США з приблизним річним доходом 100 мільйонів доларів. У червні 2018 року компанія заявила, що її вартість оцінюється у понад 3 мільярди доларів. Серед інвесторів — Telstra, March Capital Partners, Rackspace, Accel Partners та Warburg Pincus.
У червні 2019 року компанія зробила первинне публічне розміщення (IPO) на NASDAQ.

## Російські хакерські розслідування
CrowdStrike допоміг розслідувати кібератаки Демократичного комітету та виявив їх зв'язок із російськими спецслужбами. 20 березня 2017 року, Джеймс Комей свідчив перед конгресом про те, «компанії CrowdStrike, Mandiant і ThreatConnect огляд [ред] докази хака і укласти [D] з високою імовірністю, що це була робота APT 28 і APT 29 , про які відомо, що це російські спецслужби». [39]
У грудні 2016 року CrowdStrike опублікував звіт, в якому зазначається, що російська урядова група Fancy Bear зламала українську артилерійську програму. Вони дійшли висновку, що Росія використала хак, щоб завдати великих втрат українським артилерійським підрозділам. Додаток (так званий ArtOS) встановлюється на планшетних ПК і використовується для управління вогнем.
CrowdStrike також виявив зламану версію POPR-D30, яка розповсюджується на українських військових форумах, що використовували імплантат X-Agent.
Міжнародний інститут стратегічних досліджень відкинув оцінку CrowdStrike, що виявлений злам призвів до втрат української артилерії, стверджуючи, що дані інституту про втрати українських гаубиць D30 некоректно використано в доповіді CrowdStrike. Міністерство оборони України також не погодилось зі звітом CrowdStrike, зазначивши, що фактичні втрати артилерії були набагато меншими, ніж повідомляв CrowdStrike, і не були пов'язані з російськими хакерськими атаками.
Фірма з кібербезпеки SecureWorks виявила список адрес електронної пошти, які Fancy Bear використовує під час фішингових атак. Список включав електронну адресу Ярослава Шерстюка, розробника ArtOS. Додаткове дослідження Associated Press підтримує висновки CrowdStrike щодо Fancy Bear. Радіо «Вільна Європа» зазначає, що звіт AP «надає певну довіру до оригінального звіту CrowdStrike, показуючи, що програма дійсно була зламана».

## Здобутки
У 2014 та 2015 рр. журнал CRN включив компанію до списку найкращих постачальників, що розвиваються.
У 2016 році компанія зайняла 40 місце в списку Deloitte Technology Fast 500, Північна Америка, та Inc. назвала CrowdStrike однією з 500 американських компаній які найшвидше розвиваються.
У 2017 та 2018 роках CrowdStrike був внесений до списку найкращих компаній LinkedIn: Стартапи, на Forbes Cloud 100, і як один із CNBC Disruptor 50.
Fortune присудила CrowdStrike три нагороди «Чудове місце для роботи», а Inc. схвалила програму віддаленої роботи компанії.
Gartner, Inc, провідна світова дослідницька і консалтингова компанія у сфері інформаційних технологій, оцінює CrowdStrike як найкращого захисника кінцевих точок.

## Crowdstrike в Україні
Україна стала першою країною серед колишніх радянських республік в якій розпочато продаж продуктів CrowdStrike.
Разом з цим саме в Україні компанія CrowdStrike почала використовувати схему продажі через «дистрибутора» яким стала компанія Intelligent IT Distribution (ТОВ «ІІТ Дистрибуція»).
Протягом 2020 року Україна стала ключовим ринком для продуктів компанії CrowdStrike та вийшла на перше місце в центральній та східній Європі по обсягу кінцевих точок, які знаходяться під захистом CrowdStrike.